# Apanthura tiomanae
Apanthura tiomanae är en kräftdjursart som beskrevs av Müller 1992. Apanthura tiomanae ingår i släktet Apanthura och familjen Anthuridae. Inga underarter finns listade i Catalogue of Life.